# Le Caule-Sainte-Beuve
Le Caule-Sainte-Beuve ist eine französische Gemeinde mit 479 Einwohnern (Stand 1. Januar 2022) im Département Seine-Maritime in der Region Normandie. Sie gehört zum Arrondissement Dieppe und zum Kanton Gournay-en-Bray.
1822 wurden die Gemeinden Le Caule und Les Ventes-Mésangères zusammengelegt, bis 1824 hieß die neue Gemeinde Le Caule-les-Ventes. In diesem Jahr wurde die Gemeinde Sainte-Beuve-aux-Champs aufgenommen. Seit 1824 gilt der aktuelle Name.

## Bevölkerungsentwicklung
| Jahr      | 1962 | 1968 | 1975 | 1982 | 1990 | 1999 | 2009 |
| Einwohner | 449  | 513  | 472  | 418  | 432  | 402  | 448  |

## Sehenswürdigkeiten
- Kirche Saint-Barthélemy in Sainte-Beuve
- Kirche Saint-Éloi in Ventes-Mésangères
- Kirche Saint-Jean in Le Caule